# Oregon Trunk Rail Bridge
Die Oregon Trunk Rail Bridge, auch Celilo Bridge, ist eine eingleisige Eisenbahnbrücke über den Columbia River in der Nähe von Wishram (Washington) an der Grenze der Bundesstaaten Washington und Oregon der USA. Sie wurde von Ralph Modjeski für die Oregon Trunk Railway als Verbindung zur Spokane, Portland and Seattle Railway (SP&S) entworfen. Die Oregon Trunk wurde Teil der SP&S und ist später in der BNSF Railway aufgegangen, die die Brücke heute für den Schienengüterverkehr als Teil der Verbindung zwischen Wishram und Bend in Oregon betreibt.

## Geschichte

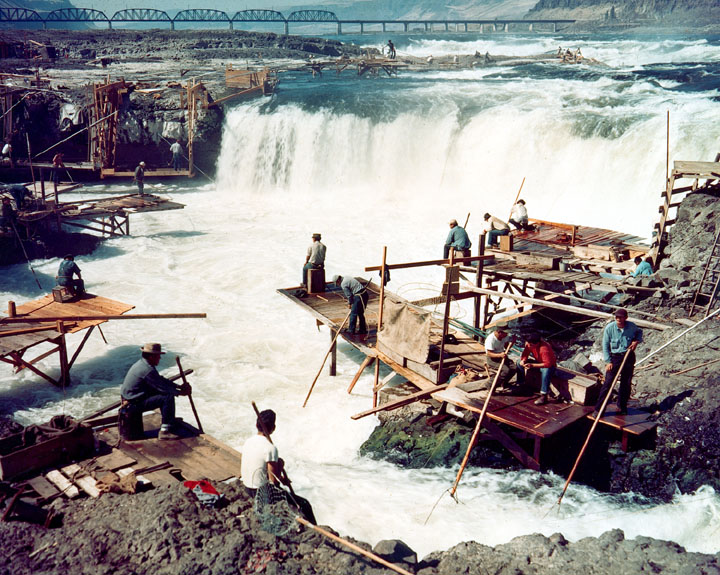
Fischer an den Celilo Falls in den 1950er-Jahren, im Hintergrund die Celilo Bridge.

Die Eisenbahnbrücke wurde in der Nähe der ehemaligen Celilo Falls gebaut, einer Serie von Stromschnellen und Wasserfällen sowie Fischgrund und Siedlungsgebiet von Stämmen der Confederated Tribes and Bands of the Yakama Nation. Da dieser Bereich des Columbia River nicht schiffbar war, wurde zwischen 1905 und 1915 zur Umgehung auf der Oregon-Seite der etwa 14 km lange Celilo Canal gebaut, der von einem als Drehbrücke ausgeführtem Segment der Celilo Bridge überspannt wurde. Die Bauarbeiten zur Brücke begannen im Februar 1910 mit der Errichtung der Arbeiterunterkünfte, im Dezember 1911 wurde die Brücke fertiggestellt und der erste Zug fuhr Anfang Januar 1912. Mit der Errichtung des The Dalles Dam und der Bildung des Lake Celilo ab 1957, wurden die Wasserfälle und Kanalanlagen überflutet. Die gesamte Brücke musste erhöht werden, der Drehbrückenteil über den Celilo Canal wurde stillgelegt und das angrenzende Brückensegment zu einer Hubbrücke umgebaut.

## Beschreibung
Die Brücke aus genietetem Stahl kombiniert mehrere Brückenteile unterschiedlicher Bauart. Die Zuführungen auf beiden Seiten der Brücke sind als Balkenbrücke ausgeführt und ergeben eine Länge von insgesamt 643 m, wobei diese auf der Washington-Seite mit der uferseitigen Bahnstrecke ein Gleisdreieck bilden. Daran schließen sich sechs Fachwerksegmente von 70 m Länge an, sowie eine 97 m lange Hubbrücke und eine ehemalige Drehbrücke von 73 m Länge auf der Oregon-Seite, die beide auch als Fachwerkbrücken ausgeführt sind. Die Brücke hat eine Gesamtlänge von 989 m, wobei sich unter Berücksichtigung beider Seiten des Gleisdreiecks 1238 m ergeben. Die 29 Pfeiler wurden auf Inseln aus Felsgestein errichtet, die vor der Inbetriebnahme des The Dalles Dam bei Niedrigwasser zwischen September und März aus dem Fluss herausragten. Sie sind aus Stahlbeton, wobei bei 25 Pfeilern die Decksteine und auf ihrer gesamten Länge die Kantensteine (in beide Fließrichtungen) aus Granit bestehen.

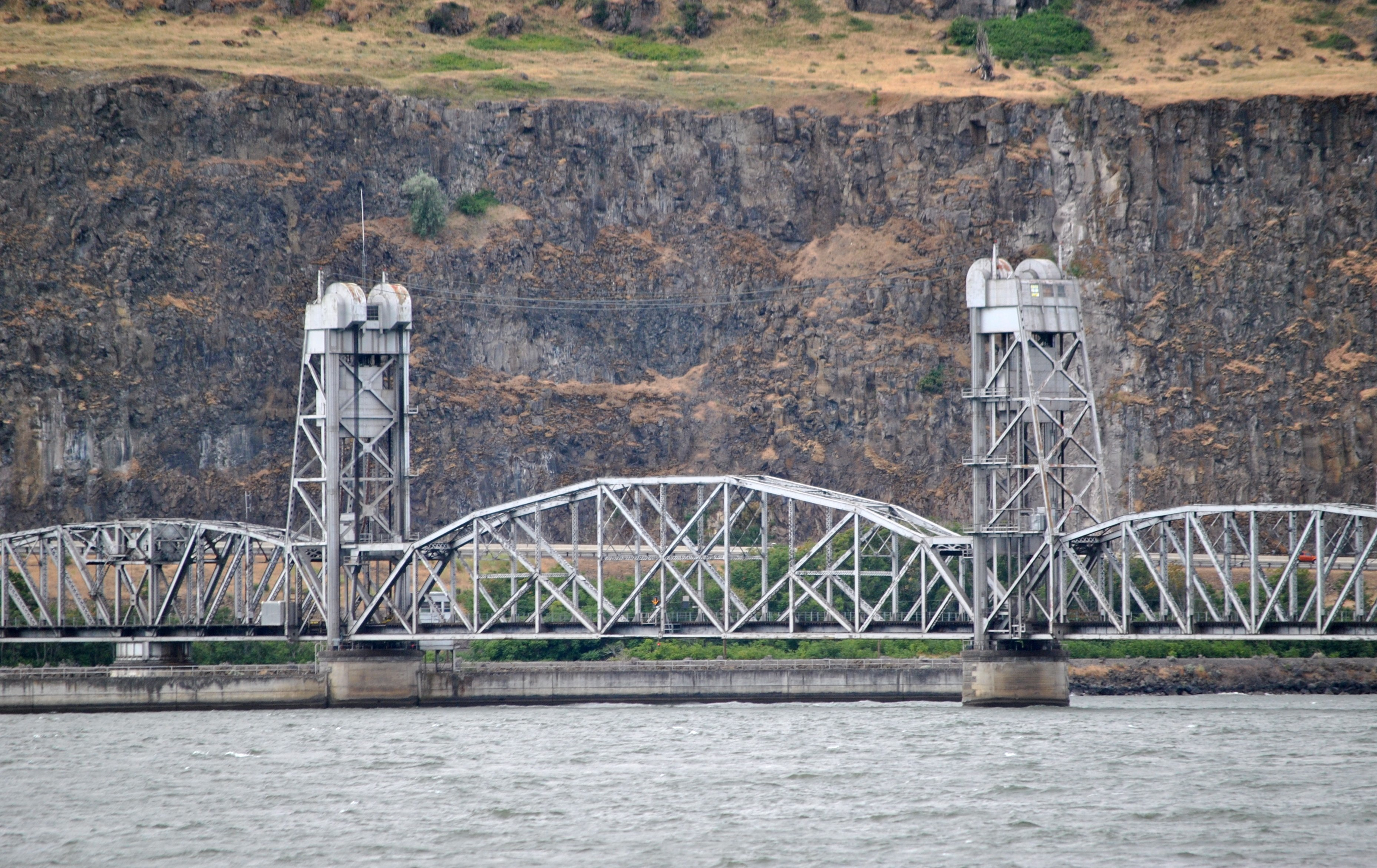
Geschlossene Hubbrücke, 2011
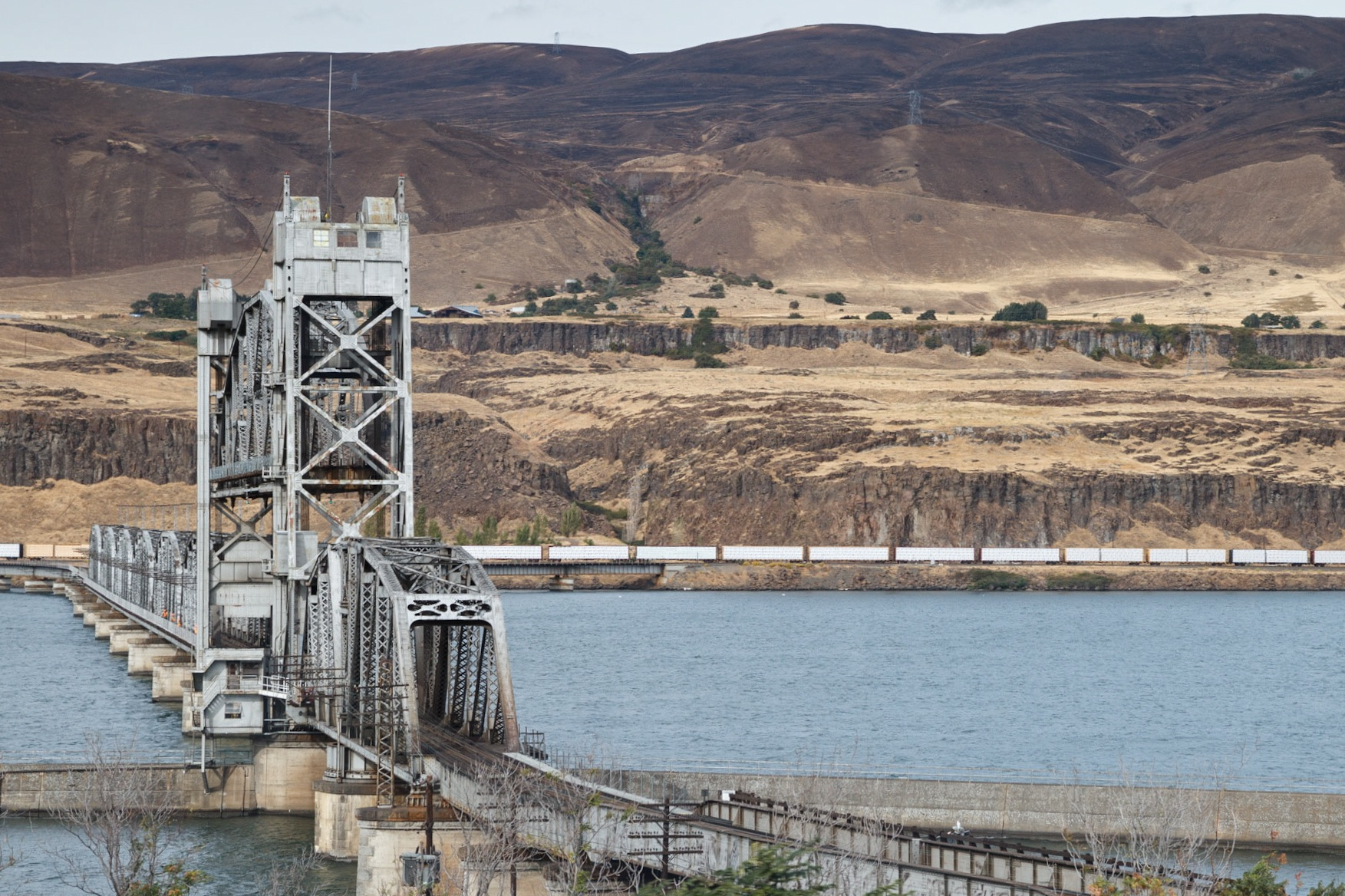
Blick von der Oregon-Seite auf die ehemalige Drehbrücke, 2011
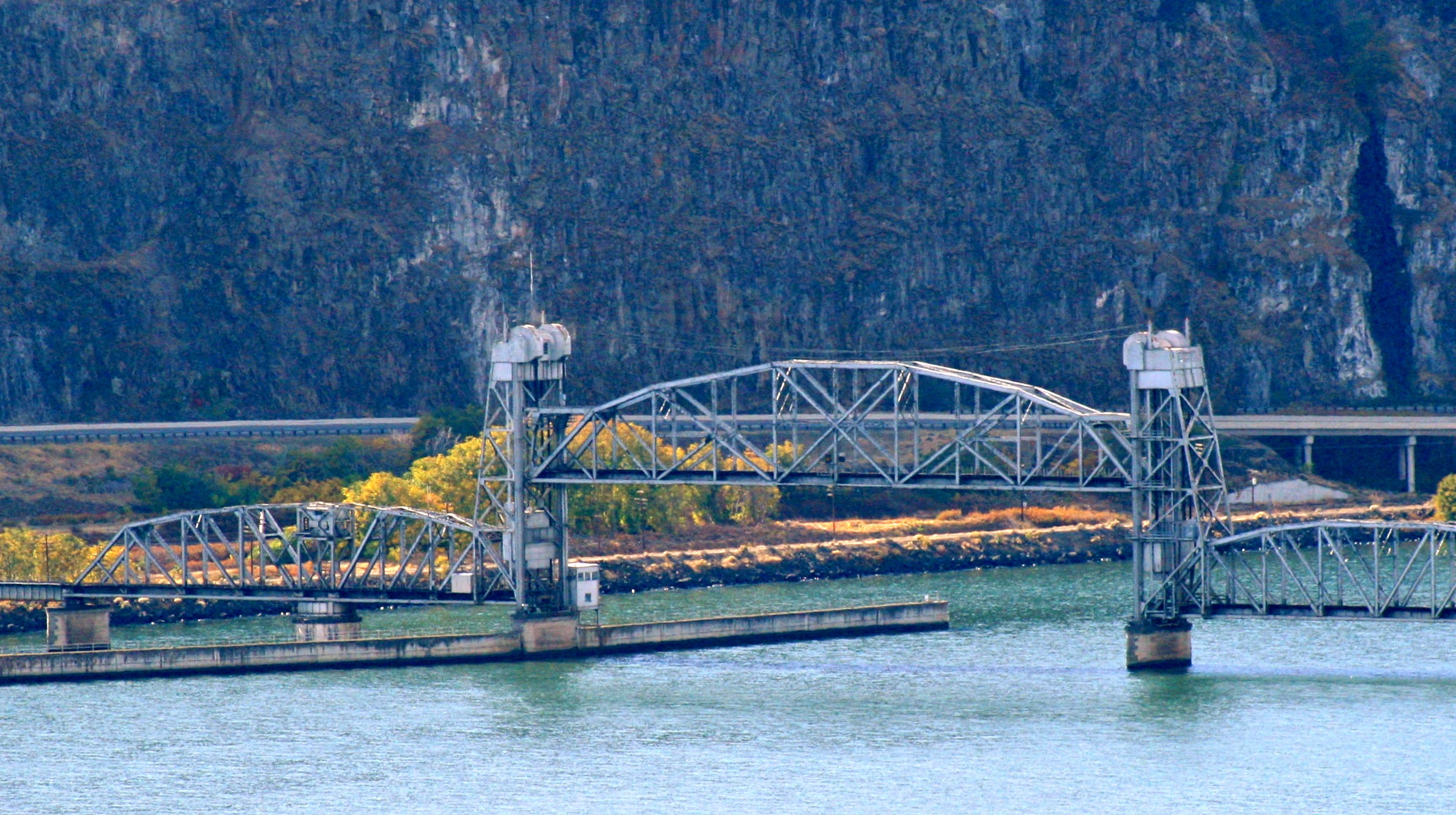
Geöffnete Hubbrücke, links die ehemalige Drehbrücke, 2008